# Спес (богиня)

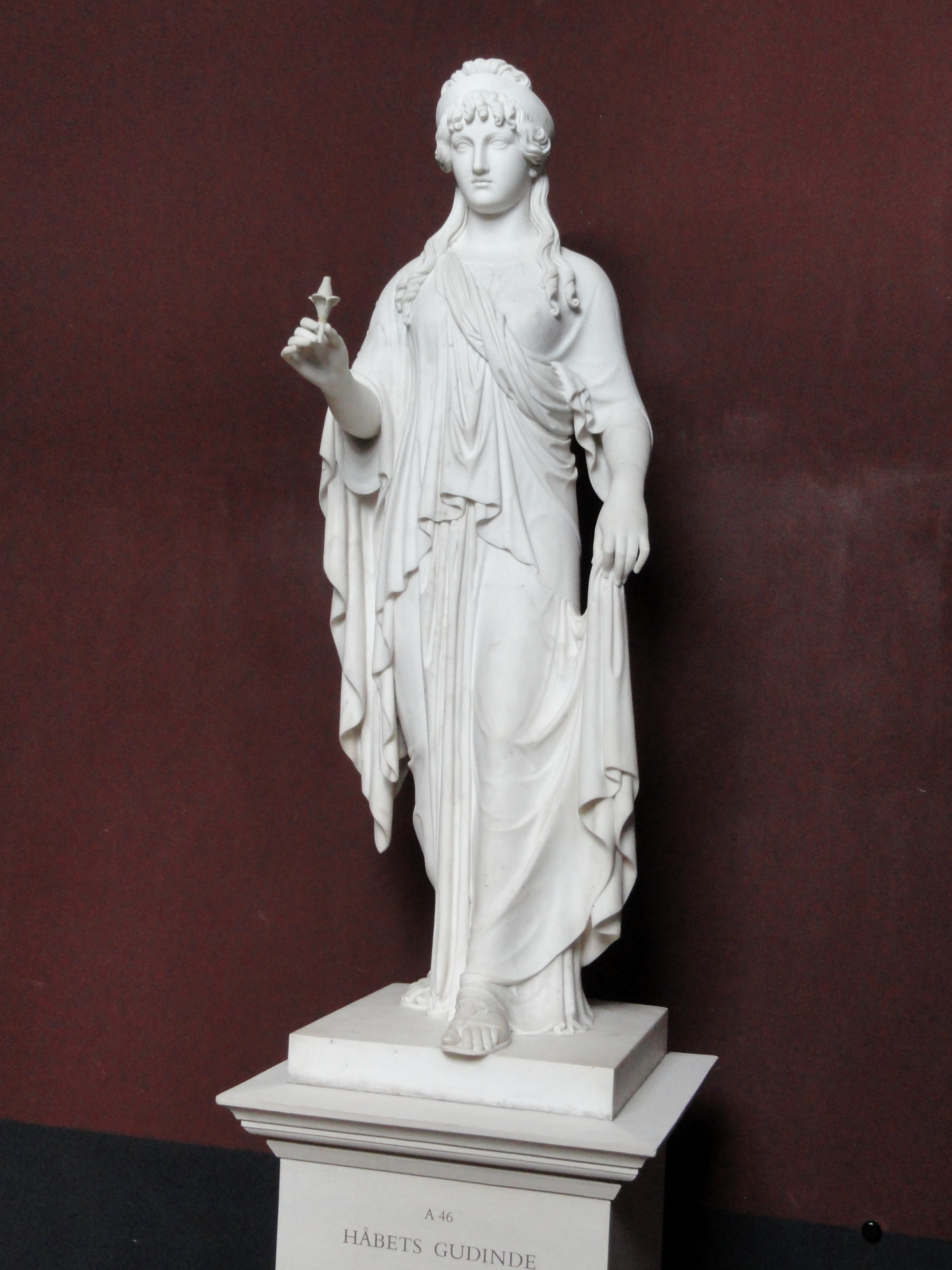
Статуя богини надежды из музея Торвальдсена

Спес (лат. Spes) — древнеримская богиня надежды. Отождествлялась с древнегреческой Элпис.

## Культ
Культ богини Надежды возник в Риме не позднее V столетия до н. э. У Тита Ливия описано сражение римлян под руководством консула 477 г. до н. э. Гая Горация Пульвилла с этрусками у храма богини Спес на Эсквилинском холме.

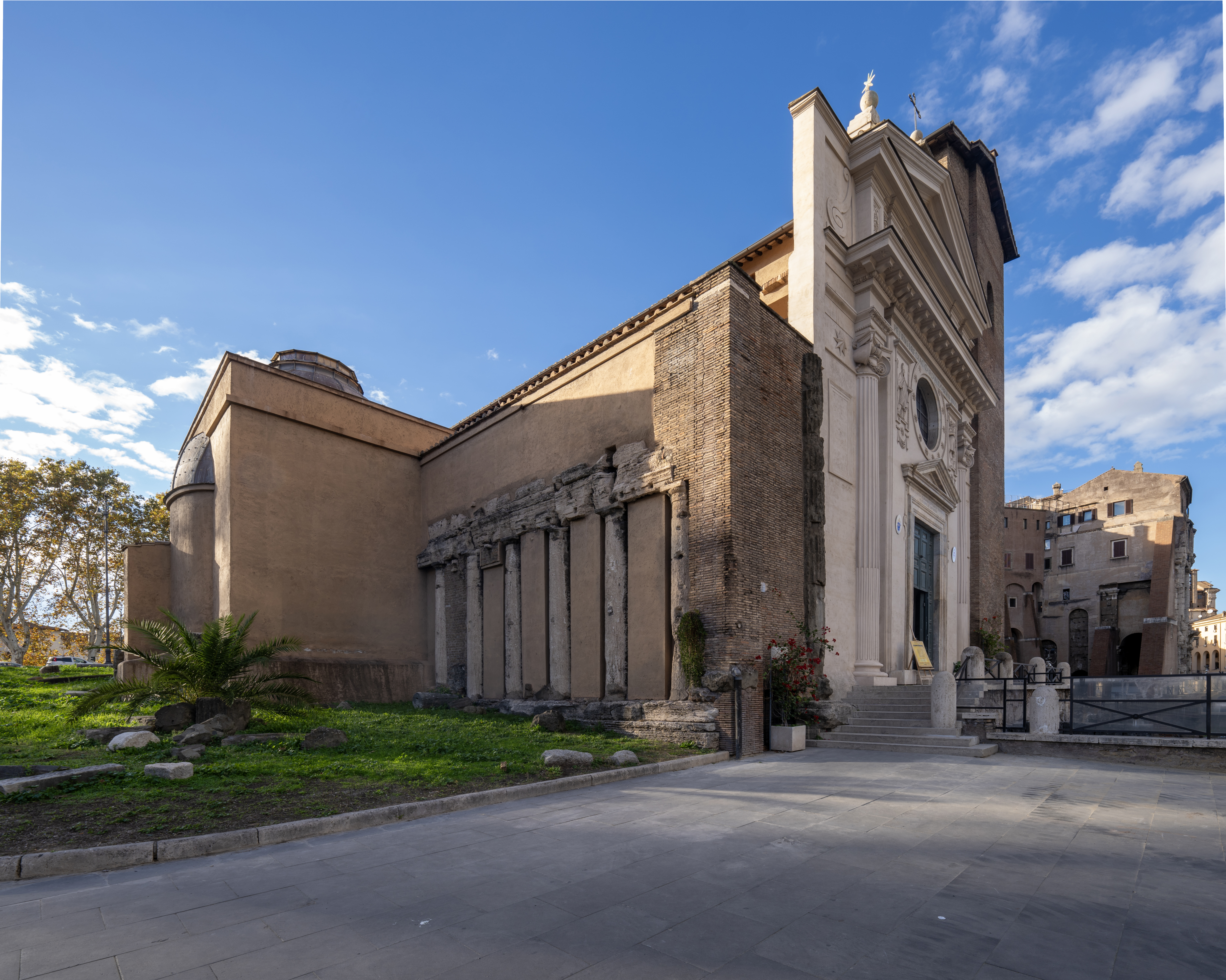
Сохранившаяся часть стены храма Спес, встроенная в церковь святого Николая, в Риме

В III столетии до н. э. политик и главнокомандующий римской армией во время Первой Пунической войны Авл Атилий Калатин построил храм, посвящённый Спес, на Овощном рынке. Среди массы неблагоприятных знамений перед началом Второй Пунической войны, Тит Ливий упоминает о попадании в него молнии. Храм неоднократно разрушался, после его отстраивали вновь. На сегодняшний день сохранилась часть стены, встроенная в церковь святого Николая в Карцере.
В императорскую эпоху Спес стала одной из персонификаций добродетелей правителя. Спес Августа (лат. Spes Augusta) ассоциировалось с надеждой на Августа, который сможет разрешить все трудности в государстве.